# مسابقات قهرمانی کشتی دانشجویان جهان ۲۰۱۶
مسابقات قهرمانی کشتی دانشجویان جهان ۲۰۱۶ دوازدهمین دوره از مسابقات جهانی کشتی دانشجویان جهان بود که از ۲۵ تا ۳۰ اکتبر (۴ تا ۹ آبان ۱۳۹۵) در چوروم ترکیه برگزار شد.
در این دوره از رقابت‌ها ایران با کسب ۵ مدال طلا، ۱ مدال نقره و ۴ مدال برنز به مقام قهرمانی دست یافت.

## جدول مدال‌ها
*   کشور میزبان (ترکیه)
| رتبه            | کشور            | طلا | نقره | برنز | مجموع |
| --------------- | --------------- | --- | ---- | ---- | ----- |
| ۱               | ایران (IRN)     | ۵   | ۱    | ۴    | ۱۰    |
| ۲               | روسیه (RUS)     | ۴   | ۲    | ۶    | ۱۲    |
| ۳               | کانادا (CAN)    | ۴   | ۲    | ۲    | ۸     |
| ۴               | ترکیه (TUR)*    | ۳   | ۳    | ۸    | ۱۴    |
| ۵               | قزاقستان (KAZ)  | ۱   | ۲    | ۱    | ۴     |
| ۵               | مجارستان (HUN)  | ۱   | ۲    | ۱    | ۴     |
| ۷               | بلاروس (BLR)    | ۱   | ۰    | ۴    | ۵     |
| ۸               | قرقیزستان (KGZ) | ۱   | ۰    | ۳    | ۴     |
| ۹               | لهستان (POL)    | ۰   | ۳    | ۱    | ۴     |
| ۱۰              | مولدووا (MDA)   | ۰   | ۱    | ۳    | ۴     |
| ۱۱              | اوکراین (UKR)   | ۰   | ۱    | ۲    | ۳     |
| ۱۲              | اتریش (AUT)     | ۰   | ۱    | ۰    | ۱     |
| ۱۲              | رومانی (ROU)    | ۰   | ۱    | ۰    | ۱     |
| ۱۲              | فرانسه (FRA)    | ۰   | ۱    | ۰    | ۱     |
| ۱۵              | مغولستان (MGL)  | ۰   | ۰    | ۳    | ۳     |
| مجموع (۱۵ کشور) | مجموع (۱۵ کشور) | ۲۰  | ۲۰   | ۳۸   | ۷۸    |

## رده بندی تیم‌ها
| رتبه بندی | آزاد مردان | آزاد مردان | فرنگی مردان  | فرنگی مردان  | آزاد زنان    | آزاد زنان    |
| رتبه بندی | تیم        | امتیاز     | تیم          | امتیاز       | تیم          | امتیاز       |
| --------- | ---------- | ---------- | ------------ | ------------ | ------------ | ------------ |
| 1         | ایران      | ۷۴         | بدون اطلاعات | بدون اطلاعات | بدون اطلاعات | بدون اطلاعات |
| 2         | روسیه      | ۶۰         | بدون اطلاعات | بدون اطلاعات | بدون اطلاعات | بدون اطلاعات |
| 3         | ترکیه      | ۵۴         | بدون اطلاعات | بدون اطلاعات | بدون اطلاعات | بدون اطلاعات |
| 4         | قزاقستان   | ۴۵         | بدون اطلاعات | بدون اطلاعات | بدون اطلاعات | بدون اطلاعات |
| 5         | مولدووا    | ۳۵         | بدون اطلاعات | بدون اطلاعات | بدون اطلاعات | بدون اطلاعات |
| 6         | اوکراین    | ۳۱         | بدون اطلاعات | بدون اطلاعات | بدون اطلاعات | بدون اطلاعات |
| 7         | مجارستان   | ۲۴         | بدون اطلاعات | بدون اطلاعات | بدون اطلاعات | بدون اطلاعات |
| 8         | قرقیزستان  | ۲۲         | بدون اطلاعات | بدون اطلاعات | بدون اطلاعات | بدون اطلاعات |
| 9         | لهستان     | ۲۰         | بدون اطلاعات | بدون اطلاعات | بدون اطلاعات | بدون اطلاعات |
| 10        | کانادا     | ۲۰         | بدون اطلاعات | بدون اطلاعات | بدون اطلاعات | بدون اطلاعات |

## جزئیات مدال‌ها

### آزاد مردان
| رویداد      | طلا                     | نقره                    | برنز                            |
| ----------- | ----------------------- | ----------------------- | ------------------------------- |
| ۵۷ کیلوگرم  | یونس سرمستی ایران       | احمد پکر ترکیه          | اولوکبک ژولدوشبکوف قرقیزستان    |
| ۵۷ کیلوگرم  | یونس سرمستی ایران       | احمد پکر ترکیه          | استیون تاکاهاشی کانادا          |
| ۶۱ کیلوگرم  | ویکتور رسادین روسیه     | تیمور ایتکولوف قزاقستان | بالجینیام دژمین مغولستان        |
| ۶۱ کیلوگرم  | ویکتور رسادین روسیه     | تیمور ایتکولوف قزاقستان | مهران نصیری ایران               |
| ۶۵ کیلوگرم  | میرژان آشیروف قزاقستان  | میخائیل ساوا مولدووا    | میثم حیدری ایران                |
| ۶۵ کیلوگرم  | میرژان آشیروف قزاقستان  | میخائیل ساوا مولدووا    | ویکتور استپانوف روسیه           |
| ۷۰ کیلوگرم  | نادربیگ خیزریف روسیه    | واسیل میخایلوف اوکراین  | ایلامان دوگدوربک اولو قرقیزستان |
| ۷۰ کیلوگرم  | نادربیگ خیزریف روسیه    | واسیل میخایلوف اوکراین  | حامد رشیدی ایران                |
| ۷۴ کیلوگرم  | رضا افضلی ایران         | امیل برنارچیک لهستان    | اسلامعلی ایسایف روسیه           |
| ۷۴ کیلوگرم  | رضا افضلی ایران         | امیل برنارچیک لهستان    | نوری تمور ترکیه                 |
| ۸۶ کیلوگرم  | محمدجواد ابراهیمی ایران | میهالی ناگی مجارستان    | آدیلت داولومبایف قزاقستان       |
| ۸۶ کیلوگرم  | محمدجواد ابراهیمی ایران | میهالی ناگی مجارستان    | بوهدان هریتسای اوکراین          |
| ۹۷ کیلوگرم  | امیر محمدی ایران        | گورام چرتکوف روسیه      | فاتح یسارلی ترکیه               |
| ۹۷ کیلوگرم  | امیر محمدی ایران        | گورام چرتکوف روسیه      | آلیاکساندر هوشتین بلاروس        |
| ۱۲۵ کیلوگرم | سیدرضا موسوی کنی ایران  | یونس امره دده ترکیه     | دانیلو کارتاوی اوکراین          |
| ۱۲۵ کیلوگرم | سیدرضا موسوی کنی ایران  | یونس امره دده ترکیه     | الکساندر رومانوف مولدووا        |

### فرنگی مردان
| رویداد     | طلا                        | نقره                      | برنز                    |
| ---------- | -------------------------- | ------------------------- | ----------------------- |
| ۵۹ کیلوگرم | کانیبک ژولچوبکوف قرقیزستان | فرشاد عیسوند محمودی ایران | ویکتور سیوبانو مولدووا  |
| ۵۹ کیلوگرم | کانیبک ژولچوبکوف قرقیزستان | فرشاد عیسوند محمودی ایران | ایهان کاراکوش ترکیه     |
| ۷۱ کیلوگرم | پاول لیاخ بلاروس           | دیمئو زادارایف قزاقستان   | چنگیز ارسلان ترکیه      |
| ۷۱ کیلوگرم | پاول لیاخ بلاروس           | دیمئو زادارایف قزاقستان   | برومند اصلان ایران      |
| ۸۰ کیلوگرم | پیتر ناگی مجارستان         | اصلان آتم ترکیه           | عدلان آکیف روسیه        |
| ۸۰ کیلوگرم | پیتر ناگی مجارستان         | اصلان آتم ترکیه           | ویکتار ساسونوسکی بلاروس |
| ۹۸ کیلوگرم | فاتح باسکوی ترکیه          | دانیل گاستل اتریش         | ایلیا بوریسوف روسیه     |
| ۹۸ کیلوگرم | فاتح باسکوی ترکیه          | دانیل گاستل اتریش         | سیاری استارادوب بلاروس  |

### آزاد زنان
| رویداد     | طلا                       | نقره                   | برنز                          |
| ---------- | ------------------------- | ---------------------- | ----------------------------- |
| ۴۸ کیلوگرم | آلیسا کلیوز کانادا        | آنا شوکاسیاک لهستان    | اوین دمیرهان ترکیه            |
| ۴۸ کیلوگرم | آلیسا کلیوز کانادا        | آنا شوکاسیاک لهستان    | مادینا نادیرووا قرقیزستان     |
| ۵۳ کیلوگرم | میلانا داداشوا کانادا     | سامانتا استوارت کانادا | یولیا لئوردا مولدووا          |
| ۵۳ کیلوگرم | میلانا داداشوا کانادا     | سامانتا استوارت کانادا | آیسون ارگ ترکیه               |
| ۵۵ کیلوگرم | بدیها گون ترکیه           | نینا منکنوا کانادا     | رامونا گالامبوس مجارستان      |
| ۵۵ کیلوگرم | بدیها گون ترکیه           | نینا منکنوا کانادا     | میچالک کاتارژینا لهستان       |
| ۵۸ کیلوگرم | ورونیکا چومیکووا روسیه    | جویتا ورزین لهستان     | الیف یانیک ترکیه              |
| ۶۰ کیلوگرم | لیندا مورایس کانادا       | گابریلا اسلیس مجارستان | دریای بیهان ترکیه             |
| ۶۰ کیلوگرم | لیندا مورایس کانادا       | گابریلا اسلیس مجارستان | سوتلانا لیپاتووا روسیه        |
| ۶۳ کیلوگرم | آنژلا فومنکو روسیه        | Kriszta Incze رومانی   | ورانیکا ایوانوا بلاروس        |
| ۶۳ کیلوگرم | آنژلا فومنکو روسیه        | Kriszta Incze رومانی   | جسیکا برویلت کانادا           |
| ۶۹ کیلوگرم | باسه توسون ترکیه          | کسنییا بوراکووا روسیه  | بولورتونگالاگ زوگرت مغولستان  |
| ۷۵ کیلوگرم | جاستینا دی استیسیو کانادا | سینتیا وسکان فرانسه    | بویان جارگال دواتسرن مغولستان |
| ۷۵ کیلوگرم | جاستینا دی استیسیو کانادا | سینتیا وسکان فرانسه    | کریستینا دودایوا روسیه        |